# السواگ
السواگ (به لاتین: Alsvåg) یک سکونتگاه مسکونی در نروژ است که در Øksnes واقع شده‌است.

## خصوصیات
السواگ ۰٫۳۶ کیلومترمربع مساحت و ۳۳۳ نفر جمعیت دارد و ۱۰ متر بالاتر از سطح دریا واقع شده‌است.